# Philip Friedrich Wilhelm Goering
Philip Friedrich Wilhelm Goering (1809-1876) fue un químico farmacéutico, y botánico alemán. Realizó recolecciones en Batavia y en Java

## Eponimia
- (Aspleniaceae) Asplenium goeringianum Mett.[2]
- (Asteraceae) Senecio goeringii Sch.Bip.[3]
- (Cyperaceae) Cyperus goeringii Steud.[4]
- (Dryopteridaceae) Aspidium goeringianum Kunze[5]
- (Dryopteridaceae) Dryopteris goeringianum Koidz.[6]
- (Euphorbiaceae) Euphorbia goeringii Steud. ex Boiss.[7]
- (Fabaceae) Acacia goeringii Schinz[8]
- (Lamiaceae) Premna goeringii Turcz.[9]
- (Lauraceae) Cinnamomum goeringii Lukman.[10]
- (Orchidaceae) Cymbidium goeringii (Rchb.f.) Rchb.f.[11]
- (Poaceae) Andropogon goeringii Steud.[12]
- (Poaceae) Arundinella goeringii Steud.[13]
- (Poaceae) Cymbopogon goeringii Honda[14]
- (Poaceae) Cymbopogon goeringii A.Camus[15]
- (Woodsiaceae) Athyrium goeringianum (Kunze) Moore[16]